# Disphyma
Disphyma es un género con cinco especies de plantas suculentas perteneciente a la familia Aizoaceae.

## Descripción
Son sufrútices crasos, glabros, sin papilas cristalinas. Tallos postrados, radicantes; ramillas cortas multifoliadas. Hojas opuestas, sésiles y semiamplexicaules, cortamente adnatas en la base, hialino-punteadas, sin estípulas. Flores 1-3, terminales, pedunculadas, sin brácteas. Tépalos 5, frecuentemente desiguales; los internos de márgenes membranáceos. Estaminodios petaloideos libres, en 2 verticilos, el interno de pocas piezas. Estambres numerosos, erectos. Ovario ínfero, de 5 carpelos y placentación parietal, con tubérculos placentarios bilobados y opérculos loculares; estigmas 5, subulados, densamente plumosos. Cápsula loculicida, con 5 lóculos, valvas con crestas de expansión divergentes y sin alas marginales. Semillas subovoideas y casi lisas.

## Taxonomía
Disphyma fue descrito por el   Nicholas Edward Brown, y publicado en Gard. Chron., ser. 3. 78: 433 (1925). La especie tipo es: Disphyma crassifolium (L.) L.Bolus [Fl. Pl. S. Afr. 7, tab. 276 (1927)] (Mesembryanthemum crassifolium L.)

## Especies aceptadas
A continuación se brinda un listado de las especies del género Disphyma aceptadas hasta julio de 2011, ordenadas alfabéticamente. Para cada una se indica el nombre binomial seguido del autor, abreviado según las convenciones y usos, y la publicación válida.
- Disphyma australe (Sol. ex Aiton) J.M.Black
- Disphyma clavellatum (Haw.) Chinnock
- Disphyma crassifolium (L.) L.Bolus - cortina[4]
- Disphyma dunsdonii L.Bolus
- Disphyma papillatum Chinnock